# Spencer C. Tucker
Spencer C. Tucker (n. 20 septembrie 1937, Buffalo, New York, SUA) este un profesor universitar pensionat, bursier Fulbright și autor multipremiat de lucrări de istorie militară. A predat timp de 30 ani istoria la Texas Christian University și a condus timp de șase ani catedra John Biggs de Istorie Militară de la Institutul Militar din Virginia.

## Educație și carieră
Tucker a absolvit Institutul Militar din Virginia, obținând licența în istorie în 1959. El a câștigat o bursă Fulbright, pe care a folosit-o pentru a studia la Universitatea din Bordeaux, Franța în perioada 1959-1960. Tucker a obținut o diplomă de master (1962) și titlul de doctor (1966) în istorie europeană modernă la Universitatea Carolinei de Nord de la Chapel Hill. În perioada 1965-1967, în timpul Războiului din Vietnam, Tucker a fost căpitan în Armata SUA și a servit ca analist de informații în cadrul Oficiului adjunctului șefului Marelui Stat Major însărcinat cu activitatea de informații.
Tucker a predat istoria la Texas Christian University timp de treizeci de ani, din 1967 până în 1997; din 1992 până la plecarea sa în 1997, el a fost președinte al departamentului de istorie. Tucker a deținut apoi funcția de șef al catedrei John Biggs de istorie militară la Institutul Militar din Virginia din 1997 până în 2003 înainte de a se pensiona. În calitate de profesor la un institut militar, Tucker a avut gradul de colonel. Tucker este acum Senior Fellow în istorie militară pentru ABC-CLIO. El este, de asemenea, editor al unei serii de monografii referitoare la bătăliile decisive ale secolului al XX-lea pentru Indiana University Press, coordonând apariția a 21 de cărți până în 2014.
Tucker a fost ani de zile un membru activ al Societății de Istorie Militară și al Societății Nord-Americane de Istorie Oceanică.

## Premii
Tucker este un autor prolific și multipremiat de lucrări științifice pe teme de istoria militară și navală, care a scris sau editat până în ianuarie 2015 un total de 50 de cărți în aceste domenii. Biografia lui Stephen Decatur, Jr., Stephen Decatur: A Life Most Bold and Daring a obținut Premiul Theodore Roosevelt și Franklin Roosevelt pentru cea mai bună carte de istorie navală în 2004. Tucker a primit două premii literare John Lyman din partea North-American Society for Oceanic History — în 1989, pentru Arming the Fleet, și în 2000, pentru Andrew Foote: Civil War Admiral on Western Waters. El a câștigat de trei ori premiul Societății pentru Istorie Militară pentru cea mai bună lucrare de referință, de mai multe ori decât orice alt autor pentru Encyclopedia of the Cold War în 2008; Encyclopedia of the Spanish-American and Philippine-American Wars în 2010; și The American Civil War: The Definitive Encyclopedia and Document Collection (2014). Aceată din urmă lucrare a fost distinsă, de asemenea, cu Premiul Fundației de Istorie a Armatei în 2014. Multe dintre enciclopediile lui au fost de asemenea premiate de Booklist și de Reference and Use Association a American Library Association.

## Viața personală
Tucker locuiește în Lexington, Virginia, împreună cu soția sa, Dr. Beverly Tucker, tot scriitoare și ea, și cu câinele teckel Sophie.